# Plantago crassifolia
Plantago crassifolia är en grobladsväxtart som beskrevs av Forsskál. Plantago crassifolia ingår i släktet kämpar, och familjen grobladsväxter. Utöver nominatformen finns också underarten P. c. hirsuta.